# Isluga
Isluga je nejzápadnější stratovulkán vulkanického řetězu, táhnoucího se od stratovulkánu Tata Sabaya v Bolívii. Isluga už leží v Chile, jen 7 km od hranic s Bolívií. Poslední aktivita byla zaznamenána na začátku 20. století, předcházející erupce v 19. století) zničily lávovými proudy několik blízkých městeček.